# فوست‌آلپین
فوست‌آلپینه (به آلمانی: Voestalpine) شرکت فولاد اتریشی است، که دفتر مرکزی آن، در شهر لینتس، اتریش قرار دارد. این شرکت در زمینه تولید فولاد و استیل موردنیاز در صنعت خودروسازی، سیستم‌های راه‌آهن، خطوط لوله، کابل‌های برق و ابزارآلات استیل فعالیت می‌کند.
کارخانجات تولیدی شرکت فوست‌آلپینه در شهرهای لئوبن اشتایرمارک، کرمس آن در دوناو و نیدراسترایش مستقر می‌باشند. وست‌آلپاین در سال ۱۹۳۸ از ادغام شرکت وست که در سال ۱۹۴۶ در اوبراسترایش تأسیس شد و شرکت اوستریک آلپاین که در سال ۱۸۸۱ در اشتایرمارک تشکیل شده بود، راه‌اندازی گردید.